# تیم ملی فوتسال پاراگوئه
تیم ملی فوتسال پاراگوئه نماینده پاراگوئه در مسابقات بین‌المللی فوتسال و یکی از تیم‌های فوتسال آمریکای جنوبی است.